# دينار بحريني
الدينار البحريني، (بالإنجليزية: Bahraini dinar)‏، هو عملة البحرين. يقسم الدينار إلى 1000 فلس. وهو مرتبط بالدولار الأمريكي.
يبلغ سعر صرف الدينار البحريني 2.6526 الدولار الأمريكي، أو 1 دولار يعادل 377 فلس.

## العملات المتداولة
أوراق نقدية متداولة:
- نصف دينار (500 فلس).
- 1 دينار (1000 فلس)..
- 5 دينار.
- 10 دينار.
- 20 دينار.

## العملات المعدنية
في عام 1965، تم إدخال العملات المعدنية من فئة 1, 5, 10, 25, 50 و 100 فلس. فئة 5 و 10 مصنوعة من البرونز والبقية مصنوعة من كبرونيكل. فئة 1 فلس لم يتم تصنيعها بعد عام 1966 ولم يتم تداولها بعد ذلك. في عام 1992، تم استبدال البرونز بالبراس في فئة 5 و 10 فلس وتم تصنيع فئة 100 فلس بنظام المعدنين. وانضمت فئة 500 فلس إلى العملات المعدنية في عام 2000 بنظام المعدنين أيضا، لكنها توقفت منذ 18 مارس 2011.
| العملات المعدنية للدينار البحريني | العملات المعدنية للدينار البحريني | العملات المعدنية للدينار البحريني | العملات المعدنية للدينار البحريني | العملات المعدنية للدينار البحريني | العملات المعدنية للدينار البحريني | العملات المعدنية للدينار البحريني | العملات المعدنية للدينار البحريني |
| صورة                              | القيمة                            | القطر                             | الوزن                             | التركيب                           | الوجه                             | الخلف                             | أول تصنيع                         |
| --------------------------------- | --------------------------------- | --------------------------------- | --------------------------------- | --------------------------------- | --------------------------------- | --------------------------------- | --------------------------------- |
|                                   | 1 فلس                             | ?? ملم                            | ?? جم                             | برونز                             | نخلة                              | القيمة                            | 1965                              |
|                                   | 5 فلس                             | 18 ملم                            | ?? جم                             | برونز                             | نخلة                              | القيمة                            | 1965                              |
|                                   | 10 فلس                            | 24 ملم                            | ?? جم                             | برونز                             | نخلة                              | القيمة                            | 1965                              |
|                                   | 25 فلس                            | ?? ملم                            | ?? جم                             | كبرونيكل                          | نخلة                              | القيمة                            | 1965                              |
|                                   | 50 فلس                            | 20 ملم                            | ?? جم                             | كبرونيكل                          | نخلة                              | القيمة                            | 1965                              |
|                                   | 100 فلس                           | 25 ملم                            | ?? جم                             | كبرونيكل                          | نخلة                              | القيمة                            | 1965                              |
|                                   | 5 فلس                             | 19 ملم                            | 2.50 جم                           | براس                              | نخلة                              | القيمة                            | 1992                              |
|                                   | 10 فلس                            | 21 ملم                            | 3.35 جم                           | براس                              | نخلة                              | القيمة                            | 1992                              |
|                                   | 25 فلس                            | 20 ملم                            | 2.35 جم                           | كبرونيكل                          | ختم الحضارة الدلمونية             | القيمة                            | 1992                              |
|                                   | 50 فلس                            | 22 ملم                            | 3.5 جم                            | كبرونيكل                          | قارب (شراعي)                      | القيمة                            | 1992                              |
|                                   | 100 فلس                           | 24 ملم                            | 6 جم                              | حقلة من البراس وكبرونيكل من الوسط | شعار البحرين                      | القيمة                            | 1992                              |
|                                   | القيمة                            | 2000                              |                                   |                                   |                                   |                                   |                                   |

## علاقة العملة بالورقة
100x10 فلس = دينار واحد
500x2 فلس = دينار واحد
50x20 فلس = دينار واحد
25x40 فلس = دينار واحد
10x100 فلس = دينار واحد
5x200 فلس = دينار واحد
500 فلس = نصف دينار

## الدينار البحريني عبر التاريخ
بعد أن توقف استخدام الروبية الخليجية، طرح الدينار البحريني بدلا منها في منتصف الستينيات.

## الدينار البحريني الحالي
أصدر بموجب القانون 64/2006 ، ونشر في فبراير 2008 وتتميز العملة الجديدة بقياس موحد وهو أكبر من المقاس القديم، حيث تبلغ مقاسات العملة الورقية الجديدة (154 * 74 ملم) اما القديمة فكانت (149 * 49 ملم).

### خصائصه الأمنية
وهذه الأوراق النقدية الجديدة تتسم بنحو 10 مواصفات أمنية أهمها :
1. الطباعة بارزة على سطح الورقة النقدية التي تتميز بخشونتها.
2. عند تعريض الورقة النقدية لمصدر الضوء ستظهر في وسط الورقة صورة مائية للملك حمد بن عيسى آل خليفة
3. وجود الهولوغرام وهي طبقة فضية لامعة ثلاثية الابعاد تظهر في الناحية اليسرى من وجه الورقة النقدية لفئات 20 و10 و5 دنانير
4. وجود خيط الأمان المعدني على ظهر الورقة بشكل متقطع ويتضمن اسم مختصر للمصرف المركزي.
5. وجود طباعة خفية لفئة الورقة النقدية بالجانب الأيسر الرمادي من وجه الورقة وتظهر عند تحريك الورقة
6. وجود شريط ذهبي على ظهر الورقة يمكن رؤيته عند تحريك الورقة
7. وجود أشكال زخرفية في أعلى الورقة تتطابق وتتكامل بين وجهي الورقة عند تعريضها لمصدر الضوء
8. توجد كتابة دقيقة على شكل خط مستقيم في أعلى الزخرفة الموجودة في أسفل وجهي الورقة
9. خطوط أفقية متتالية بارزة تظهر في الزاوية اليمنى العلوية من وجه الورقة وهي خاصة بالمكفوفين وضعاف البصر ويمكن التعرف من خلالها على فئة الورقة بواسطة التحسس لعدد الخطوط (مثال على ذلك فئة النصف دينار تشمل خطاً واحداً والدينار خطين إلى خمس خطوط وهي خاصة فئة العشرين دينارا)
10. وأخيرا عند تعرض وجه الورقة النقدية للاشعة فوق البنفسجية تظهر قيمة الفئة وتكون في مكان مختلف عن كل الفئات كما يظهر الرقم المسلسل العمودي الأحمر باللون الفسفوري.

## وصلات خارجية
- الأوراق النقدية في البحرين (بالإنجليزية) (بالألمانية)